# Tetrapropylenbenzolsulfonat
Tetrapropylenbenzolsulfonat (TPS) ist eine chemische Verbindung aus der Klasse der Sulfonate und ein als anionisches Tensid wirksames Alkylbenzolsulfonat. Da der biologische Abbau des in der Alkyl-Seitenkette stark verzweigten Tetrapropylensulfonat nur zu etwa 20–30 % erfolgt, ist es schon in den 60er Jahren durch lineare Alkylbenzolsulfonate (LAS), wie zum Beispiel Dodecylbenzolsulfonat, ersetzt worden. Die Verschaumung der Flüsse durch TPS führte zum ersten Wasch- und Reinigungsmittelgesetz 1961. Tetrapropylenbenzolsulfonat wird aus Tetrapropylen und Benzol gewonnen. Der alkylierte Aromat wird anschließend mit Schwefeltrioxid sulfoniert und danach mit Natronlauge neutralisiert.